# 의령군 (왕족)
의령군 이맹중(義寧君 李孟衆, 1385년 2월 15일 - 1423년 7월 11일)은 고려 말기 사람이자 조선 전기의 왕족으로 회안대군 이방간과 삼한국대부인 여흥 민씨의 아들이었다. 제1차 왕자의 난 당시 회안대군 측의 모주, 책사였다는 설도 있다. 본명은 맹종(孟宗)이다.
1394년(태조 2년) 원윤에 임명되고 1398년 의령정에 봉작되었다가 1399년 의령후(義寧侯)로 봉군되고, 1400년 의령군으로 개봉되었다. 1400년 제2차 왕자의 난에 아버지 회안대군을 도와 가담했다가 패하고 유배되었다. 세종 때 의정부와 육조의 탄핵을 여러번 받고 유배지에서 자결명령을 받고 자살하였다.

## 생애

### 초기 활동
고려 시대인 1385년에 이방간과 판서(判書) 증 문하찬성사 민선(閔璿)의 딸 여흥민씨의 아들로 태어났다. 조선 건국 후 아버지가 회안군에 봉군되면서 그도 1394년(태조 2년) 원윤(元尹)에 봉해지고, 1398년 의령정으로 개칭되었다가 1399년 의령후(義寧侯)로 봉군되고, 1400년 의령군으로 개봉되었다. 고려 공양왕의 친족인 왕씨와 결혼했지만 사별하였다. 이후 주부 한기(韓琦)의 딸과 재혼하였다.
1400년(정종 2년)에 제2차 왕자의 난 때 아버지 회안대군을 도와 군사를 일으켜 정안대군과 충돌하였으나 패하고, 한양 서동(西洞)으로 퇴각하다가 아버지 회안대군과 함께 생포되었다. 아버지 회안대군과 함께 황해도 토산현(兎山縣)에 안치되었다.

### 유배 생활과 최후
그러나 태종 즉위 이후 회안대군 부자를 사형에 처하라는 여론이 있었으나 태종이 듣지 않았다. 1416년(태종 16년) 태종은 형인 회안대군의 작위와 공신녹권, 직첩과 의령군의 직첩을 모두 회수하였다. 1418년(태종 18년) 6월 22일에는 그가 병에 걸렸다는 소식이 전해지자 태종은 전의감 부정(典醫監副正) 이헌(李軒)과 내약을 홍주로 내려보내 그를 진료하게 하였다.
1421년(세종 3년) 아버지 회안대군이 충청도 홍주에서 사망하자 그는 태종의 명으로 홍주로 배소를 옮기게 되었다. 또한 그때까지 소유하고 있던 그의 집안 노비들은 그의 누이들에게 분배되었다. 그러나 태종이 죽고 1423년(세종 5년) 7월 7일부터 의정부와 육조에서 그를 사형시키라고 상소하였고, 세종대왕은 그에게 자진을 명하였다. 7월 11일 자진하였다. 그의 후손은 단절된 것으로 알려졌으나 세종 때에는 이미 수 명의 아들들이 생존해 있었던 것으로 확인되었다.

## 사후
시신은 외가가 있는 여주군에 안치되었으나 묘는 후에 실전되었다.

## 가계
- 조부: 태조 이성계 1335년 ~ 1408년
- 조모: 신의왕후 1337년 ~ 1391년
- 외조부: 판서 증찬성사 민선 ? ~ ?
  - 아버지 : 회안대군(懷安大君) 1364년 ~ 1421년
  - 어머니 : 삼한국대부인 여흥 민씨(三韓國大夫人 驪興閔氏, ? - 1407년)
  - 계모 : 삼한국대부인 밀양 황씨(三韓國大夫人 密陽黃氏) - 판서(判書) 황형(黃亨)의 딸
    - 이복동생 : 창녕군(昌寧君) 이태(李泰, 1389년 - 1451년 10월 15일)
- 의령군
- 정부인 : 개성왕씨, 정원부원군 왕균의 딸
- 계부인 : 청주한씨, 주부 한기(韓琦)의 딸, ?년 2월 1일 사망.
  - 장녀 : 이름 미상
  - 차녀 : 이름 미상
  - 장남: 영평정 이온(永平正 李溫, 1404년 ~ ?년 5월 13일)
  - 첫째며느리 : 동래정씨(? ~ ?년 10월 8일), 봉사 정빈(鄭賓)의 딸
    - 손자 : 완남부정 이극종(完南副正 李克宗, 1450년 ~ ?년 12월 25일)
    - 손자며느리 : 경주이씨(? ~ ?년 12월 13일), 이후상(李後尙)의 딸

  - 차남 : 이름 미상[2]

## 의령군이 등장한 작품
- 《용의 눈물》 (KBS, 1996년~1998년 배우: 김경응)
- 《태종 이방원》 (KBS, 2021년~2022년 배우: 박장호)

## 같이 보기
- 제2차 왕자의 난
- 회안대군
- 금산군